# Grafitové doly Čučice
Grafitové doly Čučice v okrese Brno-venkov v Jihomoravském kraji byly založeny v roce 1845 a zanikly v roce 1924.

## Historie
V rosicko-oslavanském uhelném revíru se nacházelo ložisko grafitu, které bylo objeveno v roce 1845. Nachází se v geologické jednotce vranovsko-olešnické, ve směrném rozsahu Ketkovice–Čučice–Oslavany–Padochov. Grafit je uložen v jedné poloze s proměnlivou mocností od 0,8 do 2,2 m.
V roce 1845 byla zaražena štola Raimund. V roce 1877 byly zaraženy štoly Josef I. (její délka dosahovala 102 m) a Josef II. (délka štoly 64 m), majitelem byl E. Elbogen z Vídně. V období 1879 až 1890 (1893) bylo vytěženo na 3 174 tun grafitu. Grafit nebyl kvalitní, byl znečištěn pyritem, který byl odstraňován plavením. Vytěžený grafit se prodával v podobě malých briket pod názvem Moravian-Blackeat. V období 1870 až 1916 byl grafit těžen s přestávkami. Po roce 1916 byla těžba obnovena.
V roce 1924 byla na dolech Živnostenské banky v Praze Anna, Maria a Vlasta těžba grafitu zastavena.
Portál štoly Josef je zachován a kolem vede zeleně značená turistická stezka z Čučic do Oslavan.